# D'Iberville (métro de Montréal)
Pour les articles homonymes, voir Iberville.

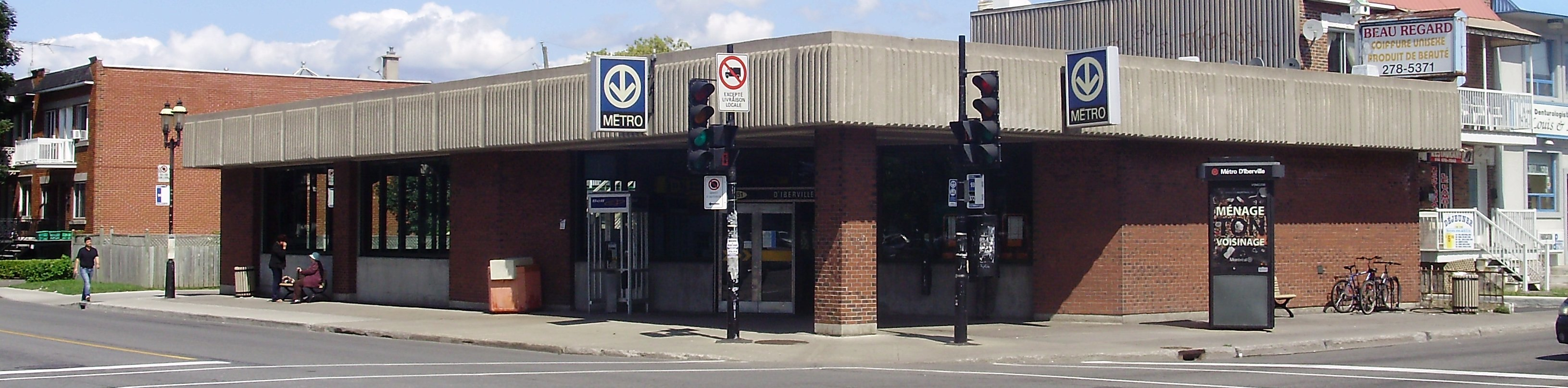
Édicule de la station D'Iberville

D'Iberville est une station sur la ligne bleue du métro de Montréal. La station est située à l'extrême sud-ouest du quartier Saint-Michel dans l'arrondissement de Villeray–Saint-Michel–Parc-Extension. Elle est nommée en l'honneur du militaire et explorateur Pierre LeMoyne d'Iberville.

## Travaux d'accessibilité
Les travaux sont en cours depuis le 19 octobre 2020 afin d'installer 3 ascenseurs, créer un nouveau puits de ventilation naturel (PVN) et réaliser la réfection majeure de l'édicule principal de la station. L'édicule principal sur D'Iberville est fermé pour toute la durée des travaux et l'édicule secondaire sur Louis-Hébert demeure ouvert. La station est rendue accessible en janvier 2024.

## Lignes de bus
| Numéros | Noms        | Service |
| ------- | ----------- | ------- |
| 10      | De Lorimier | De Jour |
| 93      | Jean-Talon  | De Jour |
| 94      | D'Iberville | De Jour |
| 95      | Bélanger    | De Jour |
| 372     | Jean-Talon  | De Nuit |

## Services aux voyageurs
Accès et accueil
- Édicule A: 7151, rue D'Iberville. (Réouvert depuis le Janvier 2024)
- Édicule B: 2400, rue Jean-Talon Est.

L'édicule A comporte une seule sortie vers le coin des rues D'Iberville et Jean-Talon. Cet édicule est fermé jusqu'en Janvier 2024 parce que la STM installe un ascenseur pour les personnes à mobilités réduites.
L'édicule B comporte deux sorties: Une vers la rue Jean-Talon et la dernière vers une ruelle résidentiel qui relie les rues des Écores et Louis-Hébert; il existe juste deux stations sur le réseau qui mène vers une ruelle, D'Iberville et Joliette sur la Ligne Verte.

Installations
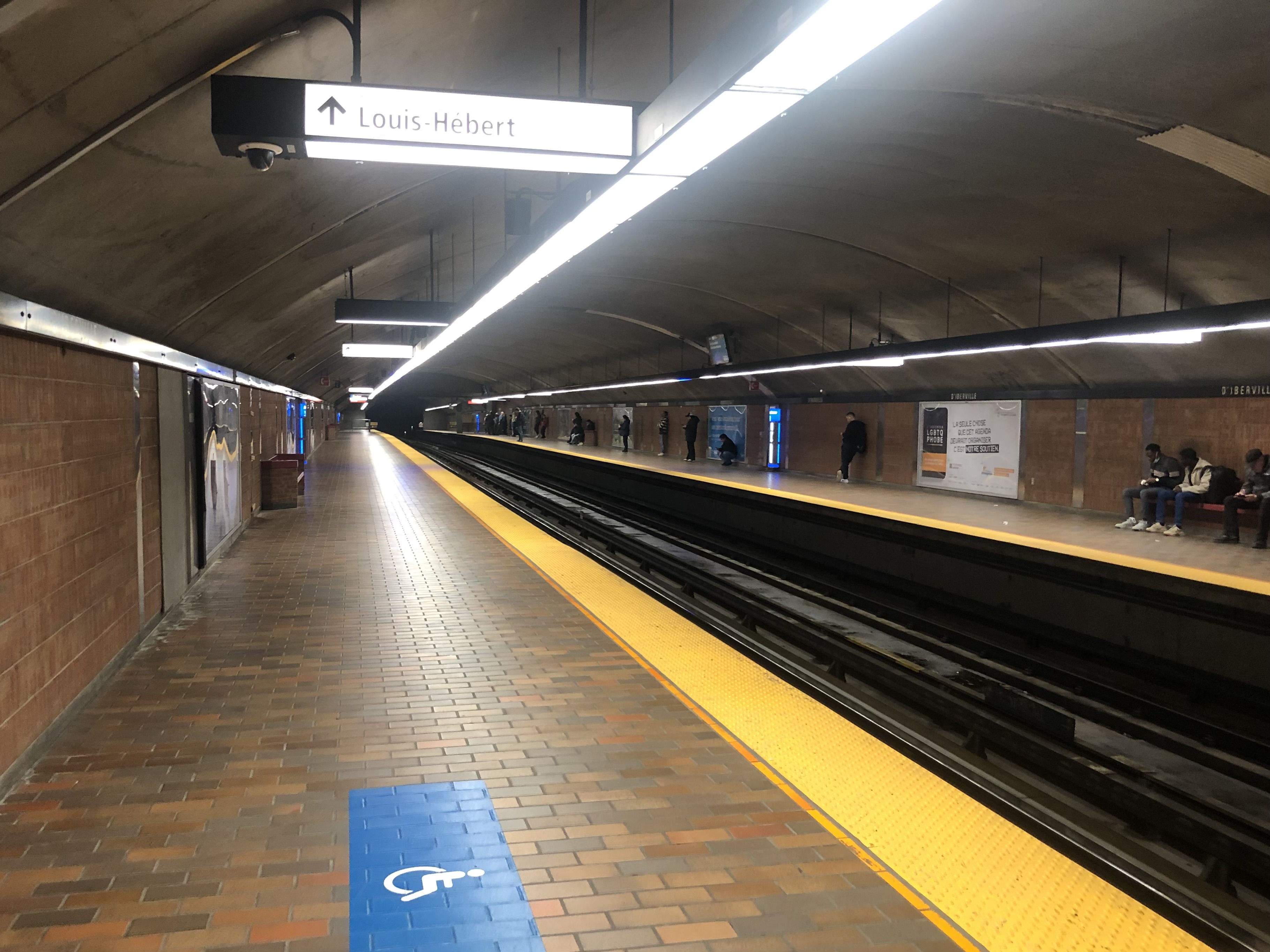
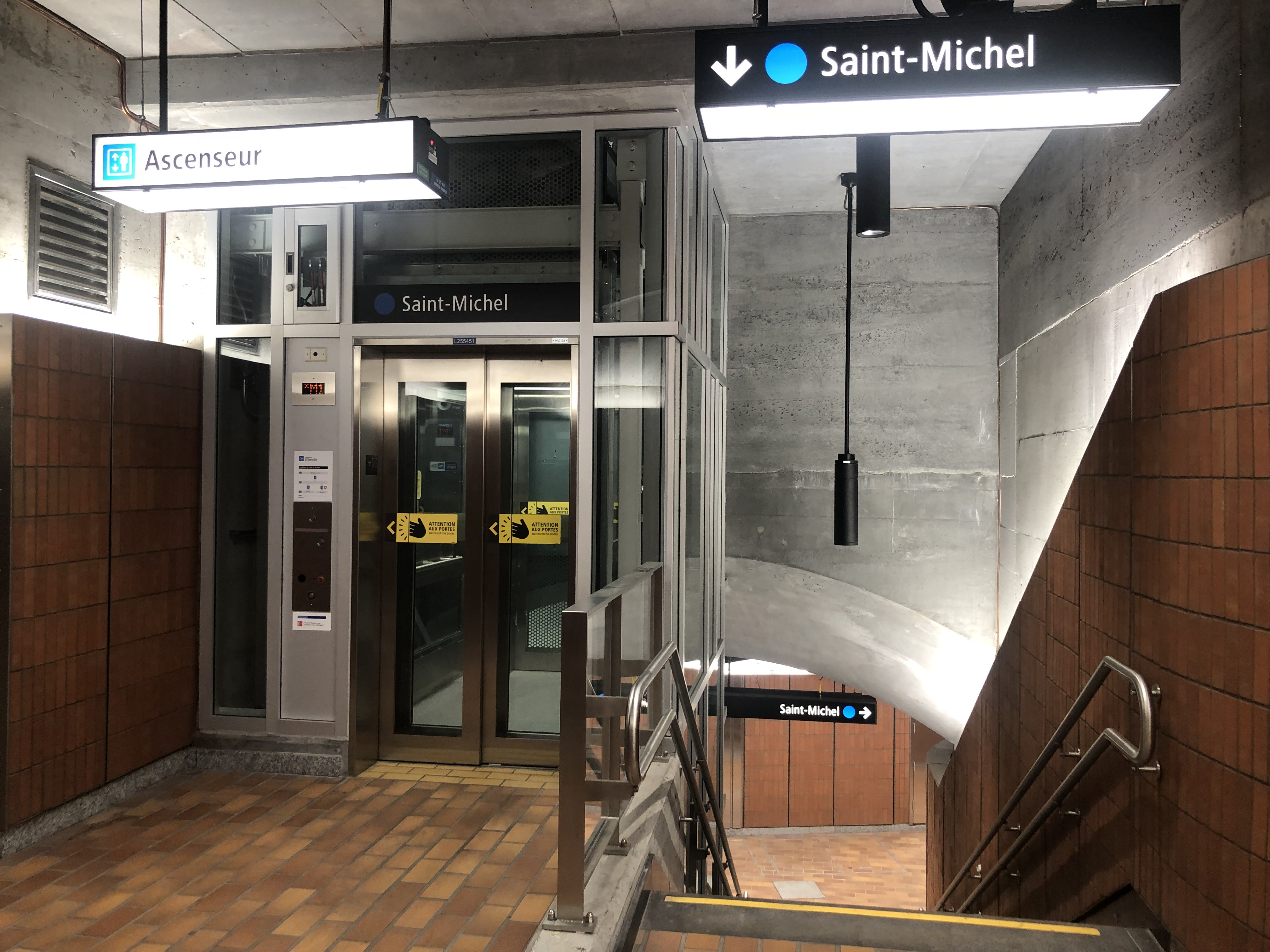

## Principales intersections à proximité
- rue Jean-Talon / av. Louis-Hébert
- rue Jean-Talon / rue D'Iberville

## Centres d'intérêt à proximité
- École St-Barthélemy
- Centre des loisirs St-Barthélemy
- École St-Mathieu